# Leonid Malych
Leonid Malych (rusky: Леонид Малых) je ruský horolezec a reprezentant v ledolezení, vicemistr světa a juniorský vicemistr světa v ledolezení na rychlost.

## Závodní výsledky
| Mistrovství světa v ledolezení | Mistrovství světa v ledolezení |
| Rok                            | 2017                           |
| ------------------------------ | ------------------------------ |
| Rychlost                       | 2                              |

| Světový pohár v ledolezení | Světový pohár v ledolezení | Světový pohár v ledolezení | Světový pohár v ledolezení | Světový pohár v ledolezení |
| Rok                        | 2016                       | 2017                       | 2018                       | 2019                       |
| -------------------------- | -------------------------- | -------------------------- | -------------------------- | -------------------------- |
| Rychlost                   | 9                          | 3                          | 6                          | probíhá                    |
| jednotlivě* (0/2/0)        | -,15, 9,4                  | 7,6, · ,4                  | 4,16,8, · ,9               | -,-,-, x,x,x               |

* poznámka: napravo jsou poslední závody v roce
| Mistrovství Evropy v ledolezení | Mistrovství Evropy v ledolezení | Mistrovství Evropy v ledolezení |
| Rok                             | 2016                            | 2018                            |
| ------------------------------- | ------------------------------- | ------------------------------- |
| Rychlost                        | 4                               | 8                               |

| Mistrovství světa juniorů v ledolezení | Mistrovství světa juniorů v ledolezení |
| Rok                                    | 2015 U22                               |
| -------------------------------------- | -------------------------------------- |
| Rychlost                               | 2                                      |